# Henri Sauguet
Henri Sauguet, de verdadero nombre Henri-Pierre Poupart (Burdeos, 18 de mayo de 1901 - París, 22 de junio de 1989) fue un compositor francés.

## Biografía
Desde los cinco años, recibió lecciones de piano de su madre, Elisabeth, y de Marie Bordier. Después, siguió los cursos de Mlle. Loureau de la Pagesse, organista de coro de la iglesia Sainte-Eulalie de Burdeos, su parroquia.
La música de iglesia y más especialmente, el órgano sin duda marcaron profundamente su juventud. En efecto, fue alumno de órgano de Paul Combes y ocupó el puesto de organista de la iglesia Saint-Vincent de Floirac de 1916 a 1922. «L'orgue! Le rêve de ma jeune existence» escribió en su obra autobiográfica, La Musique, ma vie. Otra influencia decisiva, fue la de Claude Debussy del que su obra le entusiasmaba. La anécdota a menudo contada dice que la única carta que se decidió a escribirle al compositor le llegó el día de su muerte, el 23 de marzo de 1918.
La movilización de su padre en 1914 le obligó a ganarse muy pronto su vida. Se convirtió en empleado de la Préfecture de Montauban en 1919-20 y se hace amigo de Joseph Canteloube —que había recogido y armonizado canciones tradicionales auvernesas con el título Chants d'Auvergne — que le enseña composición.

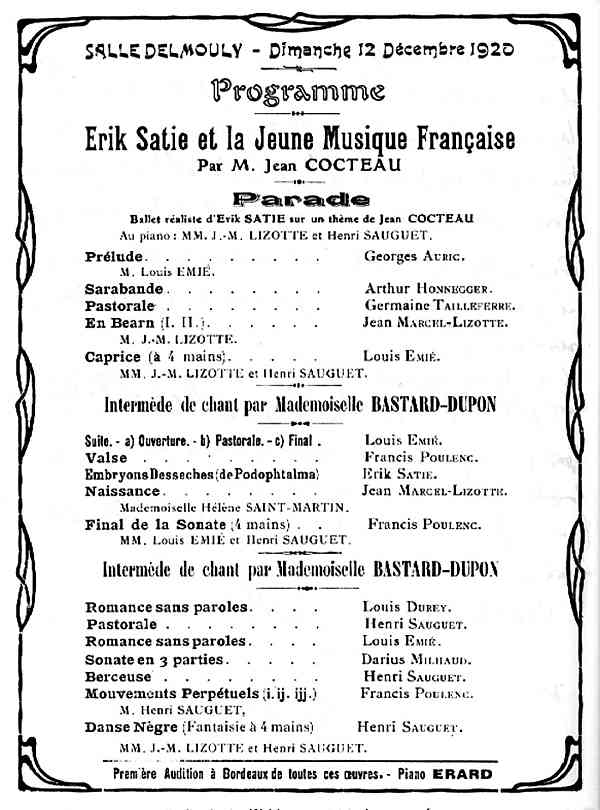
Programa del 12 de diciembre de 1920 en Burdeos.

Vuelto a Burdeos, fundó el Groupe des Trois con Louis Émié y Jean-Marcel Lizotte con el fin de hacer oír la música más reciente y libre de toda influencia. Su primer concierto tuvo lugar el 12 de diciembre de 1920 con páginas del Groupe des Six —Georges Auric, Louis Durey, Arthur Honegger, Germaine Tailleferre, Darius Milhaud y Francis Poulenc—, de Erik Satie y del Groupe des Trois, así como obras del propio Sauguet: la Danse nègre y la Pastorale pour piano.
Desde octubre de 1921, se afincó en París para completar su formación musical con Charles Koechlin y trabajó como secretario del Musée Guimet a la vez que representante de una casa de aceites de engrasado.
En 1923, con otros tres jóvenes músicos —Henri Cliquet-Pleyel, Roger Désormière y Maxime Jacob— fundó la "École d'Arcueil", nombre que manifestaba su devoción por Erik Satie, que vivía en Arcueil, un pequeño municipio a las afueras de París. El 25 de octubre de 1923, presentaron en el Théâtre des Champs-Élysées su primer concierto.
Su carrera parisina comenzó en 1924 con el ballet les Roses escrito a petición del conde Etienne de Beaumont y continuó con una opéra-bouffe en un acto titulada Le Plumet du Colonel. Se integró en los círculos de la música nueva y colaboró, principalmente, con hombres de teatro como Charles Dullin (Irma, 1926) y Louis Jouvet (Ondine, 1939). Triunfó con opéras-bouffes (La Contrebasse, 1930), óperas y opéras comiques (La Chartreuse de Parme, 1936, Les caprices de Marianne, 1954, La Gageure imprévue, 1942), cuatro sinfonías de la que la Symphonie expiatoire (1947) en memoria de las víctimas de la II Guerra mundial, dos Conciertos para piano, dos Conciertos para violín, una Mélodie concertante pour violoncelle et orchestre en 1948, música de cámara (Quatuor à cordes pour deux violons, alto et violoncelle, 1948), la suite sinfónica Tableaux de Paris. Trabajó activamente y de manera constante entre 1933 y 1965 para el cine y la televisión, componiendo la música de películas como L'Épervier (Marcel L'Herbier, 1933), L'Honorable Catherine (Marcel L'Herbier, 1942), Premier de cordée (Daquin, 1943), Les Amoureux sont seuls au monde (Decoin, 1947), Clochemerle (Chenal, 1947), Don Juan (Berry, 1955), Lorsque l'enfant paraît (1956), L'Heure de vérité (1965)...
Compuso más de veintisiete ballets, entre 1924 y 1965, entre ellos La Chatte (1927), La Nuit (1929), Mirages (1943), Les Forains de Borís Kojnó, estrenado por Roland Petit, el 2 de marzo de 1945, que representó una fecha importante para el ballet contemporáneo y dont la réussite a été inmediata, La Dame aux camélias (1957), Pâris (1964).
Henri Sauguet escribió un libro de memorias, La Musique, ma vie. Il se livrait a su arte en perfecta simplicidad con claridad y decía:

Ser simple usando un lenguaje complejo no es fácil. Es necesario escuchar el consejo de Rameau que prescribía buscar el arte por el arte mismo y creer con Stendhal que solo las almas vanidosas y frías confunden la complejidad, la dificultad con lo bello.
Henri Sauguet

Adoptó el nombre de joven de su madre como seudónimo. Fue elegido como miembro de la Académie des Beaux-Arts en 1976, recibió el nombramiento de Officier de la Légion d'honneur en 1956, officier de la Ordre national du Mérite y commandeur de la Ordre des Arts et des Lettres y Presidente durante muchos años de la Société des Auteurs et Compositeurs Dramatiques y de la Association Una Voce.

## Catálogo de obras
| Año     | Obra | Tipo de obra                   | Duración |
| ------- | --- | ------------------------------ | -------- |
| 1921    | Les animaux el leurs hommes (Éluard) [I. Cheval - II. Vache - III. Oiseau - IV. Chien - V. Chat - VI. Poule - VII. Porc], para voz y piano. | Música vocal (piano)           | -        |
| 1921    | Música de la película Le Roi de Camargue (André Hugon). | Música de película             | 70:00    |
| 1921/25 | Îles (Cocteau), para voz y piano. | Música vocal (piano)           | -        |
| 1922    | Une carte postale: Les Quais de Paris (Raymond Radiguet), para voz y piano. | Música vocal (piano)           | -        |
| 1922    | Plumes (G. Gabory), 3 mélodies para voz y piano. | Música vocal (piano)           | -        |
| 1922    | Fausse alerte (A. Copperie), para voz y piano. | Música vocal (piano)           | -        |
| 1923    | Sonata para flauta y piano. | Música instrumental (dúo)      | -        |
| 1923    | Trois Françaises, para piano. | Música solista (piano)         | 06:00    |
| 1923    | Halte (Raymond Radiguet), para voz y piano. | Música vocal (piano)           | -        |
| 1923    | Sonatine, para flauta (o violín) y piano. | Música instrumental (dúo)      | -        |
| 1923/24 | Danse des Matelots, para orquesta. | Música orquestal               | 02:30    |
| 1924    | Les roses (según O. Métra: «La valse»), ballet [perdida]. | Música escénica (ballet)       | -        |
| 1924    | Le Plumet du colonel. Opéra-bouffe en 1 acto. Libreto de H. Sauguet. | Música escénica (ópera)        | 60:00    |
| 1924    | Música de la película Entr'acte (René Clair). | Música de película             | 22:00    |
| 1925    | Viñes aux mains de fée, para 2 pianos (collab. Jacob). | Música solista (2 pianos)      | -        |
| 1925    | Trois Nouvelles Françaises, para piano. | Música solista (piano)         | 09:00    |
| 1925    | Cirque. Cinq poèmes de Adrien Copperie [I. Haute école - II. Petite écuyère - III. Ecuyère voltige - IV. Gymnaste aérien - V. Cloune étoilé]                                                       | Música vocal (piano)           | -        |
| 1925/26 | Sonate en ré majeur, para piano. | Música solista (piano)         | 12:00    |
| 1927    | Six Sonnets de Louise Labé [I. Chasse - II. A Vénus - III. Songe - IV. Amour - V. Printemps - VI. Tant que mes yeux], para soprano et piano                                                        | Música vocal (piano)           | 10:00    |
| 1927    | La Chatte (B.A. Kochno), (ballet). | Música escénica (ballet)       | 22:00    |
| 1927    | Hymne final (extraída del ballet «La Chatte»), para piano. | Música solista (piano)         | -        |
| 1927    | Invocation à Aphrodite (extraída del ballet «La Chatte»), para piano. | Música solista (piano)         | -        |
| 1927/36 | La Chartreuse de Parme (basada en Stendhal) (ópera). | Música escénica (ópera)        | -        |
| 1927/41 | Cuarteto de cuerda n.º 1. | Música de cámara (cuarteto)    | -        |
| 1928    | Quatre Poèmes de Schiller [I. Le Souvenir - II. Le Pélerin - III. L'Apparition - IV. Les Guides de la vie], mélodies para voz y piano.                                                             | Música vocal (piano)           | -        |
| 1928    | David. Ballet en un acto de André Doderet. | Música escénica (ballet)       | 40:00    |
| 1929    | Feuillets d'album, para piano. | Música solista (piano)         | -        |
| 1929    | La Nuit. Ballet-sketch en un acte de Borís Kojnó (reducción para piano). | Música escénica (ballet)       | 12:00    |
| 1929    | Présence (René Laporte), para voz y piano. | Música vocal (piano)           | -        |
| 1929    | Romance en ut, para piano. | Música solista (piano)         | 02:45    |
| 1929    | Amour et Sommeil (Swinburne), para voz y piano. | Música vocal (piano)           | -        |
| 1929    | Près du Bal. Divertissement dansé, para flauta, clarinete, basson, violín y piano. | Música instrumental            | 15:00    |
| 1929    | Deux Poémes de Shakespeare, mélodies para voz y piano. | Música vocal (piano)           | -        |
| 1930    | Chant nuptial, para órgano. | Música solista (órgano)        | -        |
| 1930    | La Contrebasse. Opéra-bouffe en 7 tableaux d'après Tchekhov de H. Troyat. | Música escénica (ópera)        | 45:00    |
| 1930    | Deux mélodies romantiques sur la rose (T. Gautier, A.M.L. de Lamartine), para voz y piano. | Música vocal (piano)           | -        |
| 1931    | Divertissement de Chambre, para flauta, clarinete, viola, violonchelo y piano. | Música de cámara               | -        |
| 1931    | Polymètres (Jean-Paul), para voz y piano.o | Música vocal (piano)           | -        |
| 1932    | La Voyante, escena para voz de mujer y pequeña orquesta. Cantata para voz femenina y 10 instrumentos.                                                                                              | Música vocal (cantata)         | -        |
| 1932    | Herbst (Rilke), para voz y piano. | Música vocal (piano)           | -        |
| 1932    | Les ondines (Heine trad. Nerval), para voz y piano. | Música vocal (piano)           | -        |
| 1932    | Les Jeux de l'amour et du hasard [Préambule - Poème - Jeu - Nocturne - Sérénade], para dos pianos.                                                                                                 | Música solista (2 pianos)      | -        |
| 1932    | Enigme (H. Heine), para soprano y orquesta. | Música vocal (orquesta)        | -        |
| 1933    | [5] Poèmes de Hölderlin (trad. P.J. Jouve, B. Wendel), para voz y piano. | Música vocal (piano)           | -        |
| 1933    | Fastes (A. Derain), ballet. | Música escénica (ballet)       | -        |
| 1933    | Música de la película L'Epervier (Marcel L'Herbier). | Música de película             | 106:00   |
| 1933    | Chansons de marins (J. Cocteau), para voz y piano. | Música vocal (piano)           | -        |
| 1933/34 | Piéces poétiques pour enfants, 2 sets [I. Visite à Schumann - II. Le chasseur perdu - III. Les Cyclistes - IV. Le juif errant passe - V. Les pompiers - VI. Le chanteur des rues].                 | Música solista (piano)         | -        |
| 1934    | Concierto para piano y orquesta n.º 1.. | Música orquestal (concierto)   | -        |
| 1934    | Petite Messe Pastorale, para coro de mujeres o de niños y órgano. | Música coral (órgano)          | -        |
| 1934    | Aria d'Eduardo Poeta (texto de Edward James), para voz y piano. | Música vocal (piano)           | -        |
| 1935    | Suite, para clarinete y piano. | Música instrumental (dúo)      | -        |
| 1936    | Barcarolle, para Bassoon/violonchelo, hp/piano. | Música instrumental (dúo)      | -        |
| 1937    | Deux poèmes (R. Tagore, trad. A. Gide), mélodies para voz y piano. | Música vocal (piano)           | -        |
| 1937    | Nuit coloniale sur les bords de la Seine, extrait du recueil collectif A l'Exposition, para piano.                                                                                                 | Música solista (piano)         | 03:10    |
| 1938    | Les Ombres du jardin (J. Weterings), cantata, para soprano, tenor, barítono, bajo, coro de mujeres a cuatro voces y vientos.                                                                       | Música vocal (cantata)         | -        |
| 1938    | Six Mélodies sur de poémes symbolistes [I. Renouveau - II. Tristesse d'été - III. Crépuscule de mi juillet, huit heures - IV. Clair de lune de Novembre - V. Le chat I - VI. Le chat II], mélodies | Música vocal (piano)           | -        |
| 1939    | Trois duos (Comtesse Murat), para soprano, tenor y piano. | Música vocal (piano)           | -        |
| 1940    | Les bonnes occasions (G. Courteline), para soprano/A, tenor y piano | Música vocal (piano)           | -        |
| 1940    | Virgo selutaris, para violín y órgano. | Música instrumental (dúo)      | -        |
| 1940    | Cantique à St Vincent, para coro a 3 voces y órgano. | Música coral (órgano)          | -        |
| 1940    | Pastorale de septembre, para piano. | Música solista (piano)         | -        |
| 1941    | Música de la película Péchés de jeunesse (Maurice Tourneur). | Música de película             | 95:00    |
| 1941    | La cigale et la fourmi (J. Chernais según J. De LanFotaine), ballet. | Música escénica (ballet)       | -        |
| 1941    | Cartes postales, ballet. | Música escénica (ballet)       | -        |
| 1941    | Cinq images pour St Louis, para flauta, oboe, hpd. | Música instrumental (trío)     | -        |
| 1942    | Neiges. [6] Six poèmes d'Antoinette d'Harcourt [I. Au bord de la cheminée - II. Sommeil - III. Fenêtre ouverte le soir - IV. Dormeur suspendu - V. Invasion - VI. Les Gens distraits qui rient]    | Música vocal (piano)           | -        |
| 1942    | La gageure imprévue (opera comique, P Bertin, según M.J. Sedaine) (Opéra Comique, Sala Favart, París, 1942).                                                                                       | Música escénica (ópera)        | -        |
| 1942    | Madrigal (J. Aubry), para soprano, flauta, trío de cuerdas y arpa. | Música vocal (instrumentos)    | -        |
| 1942    | Six interludes, para órgano, gui, tambourine. | Música instrumental (trío)     | -        |
| 1942    | Música de la película Le Tonnelier (Georges Rouquier). | Música de película             | 23:00    |
| 1942/43 | Música de la película L'Honorable Catherine (Marcel L'Herbier). | Música de película             | 100:00   |
| 1943    | Trois mélodies (A. Guichard) | Música vocal (piano)           | -        |
| 1943    | Les Mirages. Féérie chorégraphique en dos cuadros de A.-M. Cassandre y Serge Lifar. | Música escénica (ballet)       | 35:00    |
| 1943    | Force et faiblesse (poema en siete miniaturas de Paul Éluard), para voz y piano. | Música vocal (piano)           | -        |
| 1943    | Beauté, retirez-vous (G. Couturier), para soprano, flauta, viola, violonchelo, hp/hpd. | Música vocal (instrumentos)    | -        |
| 1943    | Música de la película Premier de cordée (Daquin). | Música de película             | 106:00   |
| 1943    | Ma belle forêt (G. Pajot), para coro. | Música coral (capella)         | -        |
| 1943    | Fumée légère (H.D. Thoreau), para voz y piano. | Música vocal (piano)           | -        |
| 1943    | Salutation angélique, para voz y órgano. | Música vocal (órgano)          | -        |
| 1943    | Je vous salue, Marie, S y órgano. | Música vocal (órgano)          | -        |
| 1944    | Bêtes et méchants (Paul Éluard), para voz y piano. | Música vocal (piano)           | -        |
| 1944    | Image à Paul et Virginie, ballet. | Música escénica (ballet)       | -        |
| 1944    | Symphonie de la montagne (Premier de cordée), para orquesta. | Música orquestal               | -        |
| 1944/45 | La Chèvrefeuille, suite de mélodies sur des poèmes de Georges Hugnet, para voz y piano. | Música vocal (piano)           | -        |
| 1945    | La Ceinture (Paul Valéry), para voz y piano. | Música vocal (piano)           | -        |
| 1945    | Le Bois amical (Paul Valéry), para voz y piano. | Música vocal (piano)           | -        |
| 1945    | Eaux-douces (G. Beaumont), para voz y piano. | Música vocal (piano)           | -        |
| 1945    | Les Forains. Ballet en un acte de Borís Kojnó. | Música escénica (ballet)       | 25:00    |
| 1945    | Chant funèbre des nouveaux héros (Pierre Seghers), para voz y piano. | Música vocal (piano)           | -        |
| 1945    | Sinfonía n.º 1, Expiatoire. En quatre mouvements, «À la mémoire des victimes innocentes de la guerre».                                                                                             | Música orquestal (sinfonía)    | 45:00    |
| 1946    | Música de la película Farrebique ou les quatre saison (Marcel L'Herbier). | Música de película             | 90:00    |
| 1946    | Trío, para oboe, cl, bn. | Música instrumental (trío)     | -        |
| 1946    | Bergerie (L. Chabrillac), para voz y piano. | Música vocal (piano)           | -        |
| 1946    | Six poèmes (A. de Richaud), mélodies para voz y piano. | Música vocal (piano)           | -        |
| 1947    | Música de la película Les amoureux sont seuls au monde (Henri Decoin). | Música de película             | 105:00   |
| 1947    | Trois mélodies lyriques (J. Fernández, S. Mallarmé, anon.) | Música vocal (piano)           | -        |
| 1947/48 | Concierto para piano y orquesta n.º 2 (Rêverie concertante) [from film score Les amoureux sont seuls au monde].                                                                                    | Música orquestal (concierto)   | -        |
| 1947/48 | Música de la película Clochemerle (Chenal). | Música de película             | 90:00    |
| 1948    | Le châlet tyrolien (R. Chalupt), para voz y piano. | Música vocal (piano)           | -        |
| 1948    | Cuarteto de cuerda n.º 2. | Música de cámara (cuarteto)    | -        |
| 1948    | Stèle symphonique, para orquesta. | Música orquestal               | -        |
| 1948    | La rencontre (ou Odipe et le Sphinx) (Kochno), ballet. | Música escénica (ballet)       | -        |
| 1948    | Les Pénitents en maillot rose (Max Jacob) [I. · une sainte le jour de sa fête - II. 2. Jardin mystérieux - III. Marine à Roscoff - IV. La ville - V. Ports de l'enfer]                             | Música vocal (piano)           | -        |
| 1948    | Visions infernales [I. Voyage - II. Voisinage - III. Que penser de mon salut - IV. Régates mystérieuses - V: Le petit paysan- VI. Exhortation], para bajo y piano según textos de Max Jacob        | Música vocal (piano)           | -        |
| 1949    | Música de la película Entre onze heures et minuit (Henri Decoin). | Música de película             | 102:00   |
| 1949    | Sinfonía n.º 2, Alegórique (Les saisons), para soprano, coro, coro de niños y orquesta. | Música orquestal (sinfonía)    | -        |
| 1949    | Les quatre saisons, para coro de niños [de la Sinfonía n.º 2]. | Música coral                   | -        |
| 1949    | Bocages, para 10 instrumentos. | Música instrumental            | -        |
| 1949    | Mouvements du Coeur (L. de Vilmorín) para barítono y piano. | Música vocal (piano)           | -        |
| 1949    | Plainte, musical saw, l mina sonora y piano. | Música instrumental (dúo)      | -        |
| 1949    | Valse brève, para 2 pianos. | Música solista (2 pianos)      | -        |
| 1949    | Música para la obra teatral Les Fourberies de Scapin (Paul Claudel). | Música escénica (teatral)      | -        |
| 1950    | Espieglèrie, para piano. | Música solista (piano)         | -        |
| 1950    | Música de la película Julie de Carneilhan (Jacques Manuel). | Música de película             | 95:00    |
| 1950    | Tableaux de Paris, suite sinfónica. | Música orquestal               | -        |
| 1951    | La cornette (R.M. Rilke), para bajo/barítono y orquesta. | Música vocal (orquesta)        | -        |
| 1951    | Les saisons, ballet. | Música escénica (ballet)       | -        |
| 1951    | Música del documental Ce siècle a cinquante ans (Denise Dual, Werner Malbran). | Música incidental (documental) | -        |
| 1951    | Le Cornette. Chanson d'amour et de mort (R. M. Rilke), cantata. | Música vocal (cantata)         | -        |
| 1951    | Airs à manger pour des assiettes de la maison Cristofle. | Música incidental              | -        |
| 1951    | Vapour Lente valse d'amour inquiet, para piano. | Música solista (piano)         | -        |
| 1951    | Pas de deux classique, ballet [perdida]. | Música escénica (ballet)       | -        |
| 1952    | Variation (6º movimiento de la obra colectiva «La Guirlande de Campra»). | Música orquestal               | -        |
| 1952    | Le cardinal aux chats (Sauguet), ballet. | Música escénica (ballet)       | -        |
| 1952    | Trésor et magie, ballet [perdida]. | Música escénica (ballet)       | -        |
| 1952    | Cordelia (Sauguet), ballet. | Música escénica (ballet)       | -        |
| 1953    | Concerto d'Orphée, para violín y orquesta. | Música orquestal (concierto)   | -        |
| 1953    | Cinq mars (A. Salmon), para voz y piano. | Música vocal (piano)           | -        |
| 1953    | Mouton-blanc (Princesse Bibesco), para coro a capela. | Música coral (capella)         | -        |
| 1954    | Les caprices de Marianne (basada en Musset) (ópera). | Música escénica (ópera)        | -        |
| 1954    | Sur une page d'album (H. de Balzac), v, piano/hp | Música vocal (piano)           | -        |
| 1954    | Deux Poèmes (René Laporte) [I. L'Armoire de campagne - II. La Chambre de juin], para voz y piano.                                                                                                  | Música vocal (piano)           | -        |
| 1954    | L'armoire de campagne (René Laporte), para voz y piano. | Música vocal (piano)           | -        |
| 1954    | Requiem aeternam, libera me, Pie Jesu, Allelulia, para coro a cuatro voces y órgano [de la película «Tu es Petrus»].                                                                               | Música coral (órgano)          | -        |
| 1954    | Les Trois Lys. Mouvement symphonique. | Música orquestal               | 08:00    |
| 1954    | La chambre de juin (René Laporte), para voz y piano. | Música vocal (piano)           | -        |
| 1955    | Música de la película El amor de Don Juan (John Berry). | Música de película             | 93:00    |
| 1955    | Sinfonía n.º 3 dite «I.N.R.». | Música orquestal (sinfonía)    | 25:00    |
| 1955    | Six pièces en un acte de Jean Tardieu, música concreta. | Música electroacústica         | -        |
| 1955    | Le Chemin des forains (Jean Dréjac), para voz y piano. | Música vocal (piano)           | -        |
| 1956    | Le temps du verbe, música concreta. | Música electroacústica         | -        |
| 1956    | Image (Carême), para voz y piano. | Música vocal (piano)           | -        |
| 1956    | Valse des si pour les parfums Schiaparelli. | Música incidental              | -        |
| 1956    | Variation en Forme de Berceuse (extraída de la obra colectiva «Variation sur le Nom de Marguerite Long»).                                                                                          | Música orquestal               | -        |
| 1956    | Sonate, violonchelo y piano. | Música instrumental (dúo)      | -        |
| 1956    | Tombeau d'un berger (L. Jacques), para 2 barítonos y 2 bajos [perdida]. | Música vocal (capella)         | -        |
| 1956    | Música de la película Lorsque l'enfant paraît (Michel Boisrond). | Música de película             | 85:00    |
| 1956    | Le Caméléopard (A. Vigot, según E.A. Poe), ballet. | Música escénica (ballet)       | -        |
| 1956    | Sonate pour violoncelle seul. | Música solista (violonchelo)   | -        |
| 1956    | Le manègeà, para piano. | Música solista (piano)         | -        |
| 1957    | Pie Jesu Domine, para coro y órgano. | Música coral (órgano)          | -        |
| 1957    | 1.er aspect sentimental, música concreta. | Música electroacústica         | -        |
| 1957    | Une Voix sans personne (para una obra de Jean Tardieu). | Música electroacústica         | -        |
| 1957    | Le chant de l'oiseau qui n'existe pas, para flauta. | Música solista (flauta)        | -        |
| 1957    | Música de la película Les Oeufs de l'autruche (Denys de La Patellière). | Música de película             | 82:00    |
| 1957/58 | Les cinq étages (R. Liechtenhan, W. Orlikowsky P.J. De Béranger), ballet. | Música escénica (ballet)       | -        |
| 1957/59 | La Dame aux Camélias (T. Gsovsky, según A. Dumas), ballet (rev. 1960). | Música escénica (ballet)       | -        |
| 1958    | Le jardin secret (R Faure), para voz y piano. | Música vocal (piano)           | -        |
| 1958    | Mon bien (G.E. Clancier), mélodie para voz y piano. | Música vocal (piano)           | -        |
| 1958    | La Solitude (Sauguet, R. Cluzel), ballet. | Música escénica (ballet)       | -        |
| 1958    | Soliloque, para guitarra. | Música solista (guitarra)      | -        |
| 1958    | Aspects sentimentaux (sous un parapluie) (música concreta para la inauguración del Pabellón Philips).                                                                                              | Música electroacústica         | 07:00    |
| 1958    | Deux poèmes (R. Gaillard), mélodies para voz y piano. | Música vocal (piano)           | -        |
| 1959    | Trois Elégies (Marceline Desbordes-Valmore) [I. Souvenir - II. Adieu, tout - III. La Dernière fleur], para voz y piano.                                                                            | Música vocal (piano)           | -        |
| 1960    | L'as de coeur (C. Aveline), ballet. | Música escénica (ballet)       | -        |
| 1960    | Música de la película Tu es Pierre (Philippe Agostini). | Música de película             | 88:00    |
| 1960    | Harmonies du soir, para piano. | Música solista (piano)         | -        |
| 1960    | Plus loin que la Nuit et le Jour (L. Emité), cantata-ballet para tenor y coro a capela. | Música escénica (ballet)       | 20:00    |
| 1960    | L'oiseau a vu tout cela (J. Cayrol), cantata para barítono y cuerdas. | Música vocal (cantata)         | -        |
| 1960    | Ballade, para chelo y piano. | Música instrumental (dúo)      | -        |
| 1961    | Vie des Campagnes (J. Follain), para voz y piano. | Música vocal (piano)           | -        |
| 1961    | Morceau facile, extrait de la Petite Méthode de piano de Marguerite Long, para piano. | Música solista (piano)         | -        |
| 1961/63 | Concierto para piano n.º 3. Concert des Mondes souterrains. | Música orquestal (concierto)   | 30:00    |
| 1962    | Le rêve d'Isa, composition métaphonique, 1962 [para la película «Les Amants de Teruel»], música concreta.                                                                                          | Música electroacústica         | -        |
| 1962    | Música de la película Les Amants de Teruel (Raymond Rouleau). | Música de película             | 90:00    |
| 1962    | Prière nuptiale, órgano/hmn. | Música solista (órgano)        | -        |
| 1962    | Air doux pour rêver d'hier, extrait de la Petite Méthode de piano de Marguerite Long, para piano.                                                                                                  | Música solista (piano)         | -        |
| 1963    | Golden Suite, para quinteto de metales (Cor, 2 trompetas, trombón y tuba). | Música instrumental            | -        |
| 1963    | Celui qui dort (Éluard), para voz y piano. | Música vocal (piano)           | -        |
| 1963    | Mélodie Concertante, para violonchelo y orquesta. | Música orquestal (concertante) | -        |
| 1964    | La chanson du soir, para piano. | Música solista (piano)         | -        |
| 1964    | Deux mouvements d'archets à la memoire de Paul Gilson. | Música orquestal (cámara)      | -        |
| 1964    | Oraison nuptiale, para cuerdas. | Música instrumental            | -        |
| 1964    | Cantilène, para oboe. | Música solista (oboe)          | -        |
| 1964    | Hommage à Grevin, para 8 instrumentos. | Música instrumental            | -        |
| 1964    | Sonatine bucolique, para saxofón alto y piano. | Música instrumental (dúo)      | -        |
| 1964    | Pâris. Ballet de Borís Kojnó. | Música escénica (ballet)       | 40:00    |
| 1965    | Le prince et le mendiant (ballet-mimodrame, Kochno), ballet. | Música escénica (ballet)       | -        |
| 1965    | À Jean Voilier, para piano. | Música solista (piano)         | -        |
| 1965    | Toast porté par Henri Sauguet à Henry Baraud, para coro de hombres. | Música coral (capella)         | -        |
| 1965    | L'espace du dedans (3 piezas de Henri Michaux), [I. Repos dans le malheur - II. La Jeune Fille de Budapest - III. Dans la nuit], para barítono y piano                                             | Música vocal (piano)           | -        |
| 1965    | Ecce homo, para coro. | Música coral (capella)         | -        |
| 1965    | Cinq chansons (Emié), 4vv. | Música vocal (capella)         | -        |
| 1965/66 | Le bestiaire du petit Noë, 10 Easy Pieces, para piano. | Música solista (piano)         | -        |
| 1966    | Symphonie des marches. | Música orquestal (sinfonía)    | -        |
| 1966    | Música del documental Lumière (Marc Allégret - Auguste Lumière). | Música incidental (documental) | 101:00   |
| 1966    | Le souvenir.. déjà (J. Gacon), para 2 voces y piano. | Música vocal (piano)           | -        |
| 1966    | Prière dans le soir (E. Pépin), para voz y piano. | Música vocal (piano)           | -        |
| 1966    | Max Jacob de lenimper, ob, eng hn, cl, bn. | Música instrumental (cuarteto) | -        |
| 1967    | Comme à la lumière de la Lune (Marcel Proust), para voz y piano. | Música vocal (piano)           | -        |
| 1967    | Suite Royale, para clavecín. | Música solista (clavecín)      | -        |
| 1967    | Chant pour une ville meurtrie (M.A. Monfet), oratorio para barítono, coro mixto y orquesta. | Música coral (orquesta)        | -        |
| 1967/74 | Le pain d'autrui (E. Kinds, según I.S. Turgenev). | Música escénica (ópera)        | -        |
| 1968    | Poèmes à l'autre moi (A.Birot), mélodies para voz y piano. | Música vocal (piano)           | -        |
| 1968    | Música de la película de TV La Boniface (Pierre Cardinal). | Música incidental (TV)         | -        |
| 1968    | Música de la película Les Compagnons de Baal (Pierre Prévert). | Música de película             | -        |
| 1969    | Six fanfares, 2 tpt, 4 trbn. | Música instrumental            | -        |
| 1969    | Trois chants d'ombre (H. Jacqueton), para barítono y piano | Música vocal (piano)           | -        |
| 1969/70 | Trois innocentines (René de Obaldia) [I. Le Secret - II. Moi, j'irai dans la Lune - III. Les Jumeaux de la Nuit, para voz y piano.                                                                 | Música vocal (piano)           | -        |
| 1970    | Trois préludes, para guitarra. | Música solista (guitarra)      | -        |
| 1970    | Garden Concerto, para armónica y orquesta. | Música orquestal (concertante) | -        |
| 1970    | Les jours se suivent (J. Baron), para barítono y piano. | Música vocal (piano)           | -        |
| 1971    | Sinfonía n.º 4, Symphonie du Troisième âge. | Música orquestal (sinfonía)    | -        |
| 1971    | Sonatine aux Bois, para oboe y piano. | Música instrumental (dúo)      | -        |
| 1971    | [3] Chants de contemplation, para viola, bajo y 4 flautas de pico. | Música vocal (instrumentos)    | -        |
| 1971    | Un Soir à Saint-Emilion. Romance para Basson y piano. | Música instrumental (dúo)      | 03:45    |
| 1971    | Trois Chants de Contemplation sur des Sentences de Lao Tseu, v, piano [also version para rec/brass/wind qt]                                                                                        | Música vocal (piano)           | -        |
| 1972    | Música de la serie de TV Les Thibault (6 episodes) (Alain Boudet - André Michel). | Música incidental (TV)         | 90:00    |
| 1972    | Cantate sylvestre (L. Dénoues), para voz y piano. | Música vocal (piano)           | -        |
| 1972    | Trois pièces, para viola. | Música solista (viola)         | -        |
| 1972    | Sonatine en 2 chants, para clarinete y piano. | Música instrumental (dúo)      | -        |
| 1973    | Bonjour Hèlène, Bonsoir Héléne, para piano. | Música solista (piano)         | -        |
| 1973    | Música de la película de TV Barbarina ou L'oiselet vert (Claude Deflandre). | Música de película             | -        |
| 1973    | Je sais qu'il existe (Carême), para barítono y piano. | Música vocal (piano)           | -        |
| 1973    | Musique pour Claudel I, II, para guitarra. | Música solista (guitarra)      | -        |
| 1973    | Petite valse du grand échiquier, para piano/ens. | Música solista (piano)         | -        |
| 1973    | Choral varié, para acordeón. | Música solista (acordeón)      | -        |
| 1974    | Élègie pour Alain, para piano. | Música solista (piano)         | -        |
| 1974    | Berceuse-valse, para piano. | Música solista (piano)         | -        |
| 1974    | Porte-bonheur (F. Ducaud- Bourget), para voz y flauta. | Música vocal (instrumentos)    | -        |
| 1974    | Une valse pour Jeanne, para piano. | Música solista (piano)         | -        |
| 1974    | Hommage à Dmitri Chostakovich, para piano. | Música solista (piano)         | -        |
| 1975    | Pour regarder Watteau, para clavecín. | Música solista (clavecín)      | -        |
| 1975    | Trio para oboe, clarinete y bassoon. | Música instrumental (trío)     | 18:00    |
| 1975    | [6] Pièces Faciles, para guitarra. | Música solista (guitarra)      | 06:30    |
| 1975    | Sonatine en deux chants et un intermède, para clarinete y piano. | Música instrumental (dúo)      | -        |
| 1976    | Alentours saxophoniques. Suite en 4 partes para saxofón alto, orquesta de vientos y piano. | Música orquestal (concertante) | -        |
| 1976    | Chant du feu (Léopold Sedar-Senghor), para tenor y piano. | Música vocal (piano)           | -        |
| 1976    | Oraisons, para órgano y cuatro saxofones. | Música instrumental            | -        |
| 1976    | Love poem (William Cliff), para voz y piano. | Música vocal (piano)           | -        |
| 1976    | Música de la película de TV La Folle de Chaillot (Gérard Vergez). | Música de película             | -        |
| 1976    | Elisabeth de Belgique, la reine aux cheveux d'or (M. Carême), para soprano y 6 instrumentos. | Música vocal (instrumentos)    | -        |
| 1976    | Le jardin de Mamy, para piano. | Música solista (piano)         | -        |
| 1978    | Sept Chansons de l'alchimiste (Raphaël Cluzel), para voz y piano. | Música vocal (piano)           | -        |
| 1978    | Boule de suif (comédie musicale, A. Husson y J. Meyer, según G. De Maupassant) (Lyons, Célestins, dic. 1978).                                                                                      | Música escénica (ópera)        | -        |
| 1978    | Sonatine en chants et un intermède, para clarinete y piano. | Música instrumental (dúo)      | -        |
| 1979    | Pour Nicolas (M. Alix), para voz y piano. | Música vocal (piano)           | -        |
| 1979    | Reflets sur feuillles, para arpa, piano, percusión y orquesta [según Debussy: Feuilles mortes]. | Música orquestal (concertante) | -        |
| 1979    | Cuarteto de cuerda nº 3. | Música de cámara (cuarteto)    | -        |
| 1979    | Non morietur in aeternum, à la memoire de André Jolivet, para trompeta y órgano. | Música instrumental (dúo)      | 04:50    |
| 1979    | Concert à Trois pour Fronsac, para flauta, saxofón alto, arpa (o clavecín o piano). | Música orquestal (concierto)   | -        |
| 1980    | Tistou, les-pouces-verts (children's op, J.-L. Tardieu, según M. Druon) (Paris, Jardin d'Acclimatation, 1981).                                                                                     | Música escénica (ópera)        | -        |
| 1981    | Imploration (René Boulanger), para voz y piano. | Música vocal (piano)           | -        |
| 1981    | Sonate crépusculaire, para violín y piano. | Música instrumental (dúo)      | -        |
| 1981    | J'habite le Silence (M. Manoll), para voz y oboe. | Música vocal (oboe)            | -        |
| 1981    | Oiseaupoème, para voz y flauta. | Música vocal (instrumentos)    | -        |
| 1982    | Portrait-Souvenir de Virgil Thomson, para piano. | Música solista (piano)         | -        |
| 1982    | Trois lieder de Jean Tardieu | Música vocal (piano)           | -        |
| 1982    | Par-delà les étoiles (J.L. Wallas), para soprano, tenor, coro, órgano, hp, ondas Martenot, cel, glock.                                                                                             | Música vocal (instrumentos)    | -        |
| 1982    | Quelques trilles pour les treilles, para flauta. | Música solista (flauta)        | -        |
| 1983    | Le souvenir de Déodat, para piano. | Música solista (piano)         | -        |
| 1983    | Méditation, cuarteto de cuerdas. | Música de cámara (cuarteto)    | -        |
| 1983    | Messe jubilatore, para tenor, bajo y cuarteto de cuerdas. | Música vocal (instrumentos)    | -        |
| 1984    | Une fleur, para saxofón y piano. | Música instrumental (dúo)      | -        |
| 1984    | Un dúo, para flauta y piano. | Música instrumental (dúo)      | -        |
| 1984/85 | Sonata d' Eglise, para órgano y quinteto de cuerdas. | Música instrumental            | -        |
| 1985    | Introductions aux Méditations religieuses de Max Jacob, para piano. | Música solista (piano)         | -        |
| 1985    | Cadence, para guitarra. | Música solista (guitarra)      | -        |
| 1985    | Valse anachronique, pour évoquer Jean Giraudoux dansant sous le préau du Lycée de Châteauroux, para piano.                                                                                         | Música solista (piano)         | -        |
| 1985    | Révérence à J.S. Bach, para guitarra y violonchelo. | Música instrumental (dúo)      | -        |
| 1986    | Ombres sur Venise, para piano. | Música solista (piano)         | -        |
| 1986    | 90 notes, para flauta. | Música solista (flauta)        | -        |
| 1986    | Musique pour Cendrars (texto de Raphael Cluzel, según B. Cendrars), para barítono y viola. | Música vocal (viola)           | -        |
| 1986    | Septembre, para orquesta. | Música orquestal               | -        |
| 1987    | Dans la maison de paix (Raphaël Cluzel), para voz y piano. | Música vocal (piano)           | -        |
| 1987    | Quatrains de Francis Jammes, para piano. | Música vocal (piano)           | -        |